# Комиссар государственной безопасности 3-го ранга
Комиссар государственной безопасности 3 ранга — специальное звание высшего начальствующего состава в органах государственной безопасности СССР.
Предшествующее более низкое звание: Старший майор государственной безопасности (в 1935—1943 гг.), Комиссар государственной безопасности (в 1943—1945 гг.). Следующее более высокое звание: комиссар государственной безопасности 2 ранга

## История
Введено постановлением ЦИК СССР и СНК СССР от 07.10.1935, отменено указом Президиума Верховного Совета СССР от 06.07.1945. Соответствовало воинскому званию комкор и равным ему.
Из числа лиц, которым было присвоено данное специальное звание, многие были расстреляны или пострадали в годы массовых сталинских репрессий и после смерти И. В. Сталина.
06.07.1945 указом Президиума Верховного Совета СССР «О званиях, форме одежды и знаках различия начальствующего состава Народного комиссариата внутренних дел и Народного комиссариата государственной безопасности СССР» специальные звания начсостава НКВД и НКГБ были заменены на общевойсковые воинские звания.

## Знаки различия
Знаки различия с 1935 года — три звездочки красного шелка с золотой окантовкой на рукавах. В 1936 году установлены золотистые металлические звездочки на петлицах, а также — эмблема госбезопасности на левый рукав.
Вопрос о знаках различия в особых отделах некоторое время оставался открытым из-за согласований между Наркоматом обороны и НКВД. Совместным приказом НКО/НКВД № 91/183 от 23.05.1936 было объявлено «Положение об особых органах ГУГБ НКВД СССР», согласно которому для работавших в войсках сотрудников особых отделов НКВД в целях конспирации устанавливались форма одежды и знаки различия военно-политического состава соответствующего звания.
С 1937 года — три «ромба» в петлицах, эмблемы ГБ на обоих рукавах. Приказом НКВД № 278 от 15.06.1937 система знаков различия была изменена. Нарукавные знаки различия были отменены, был изменен вид петлиц. Петлицы устанавливались двух видов: для гимнастерки или френча и для шинели. Петлицы на гимнастёрках сохраняли прежние форму и размер. Петлицы на шинелях имели форму ромба со скругленными вогнутыми верхними сторонами. Высота петлицы 11 см, ширина — 8,5 см. Цвет петлиц оставался прежним: краповые с малиновым кантом. Были установлены знаки различия, аналогичные принятым в РККА.
Приказом НКВД № 126 от 18.02.1943 в соответствии с указом Президиума Верховного Совета СССР «О введении новых знаков различия для личного состава органов и войск НКВД» от 09.02.1943 вместо существующих петлиц были введены новые знаки различия — погоны, а также утверждены правила ношения формы одежды личным составом органов и войск НКВД CCCP.
| 1936                            | 1936                                           | 1937                   | 1937              | 1937                         | 1943                  | 1943                   |
| ------------------------------- | ---------------------------------------------- | ---------------------- | ----------------- | ---------------------------- | --------------------- | ---------------------- |
|                                 |                                                |                        |                   |                              |                       |                        |
| петлица на гимнастерку и шинель | нарукавный знак (эмблема - только левый рукав) | петлица на гимнастерку | петлица на шинель | нарукавный знак (оба рукава) | погон раннего образца | погон позднего образца |

## Список комиссаров государственной безопасности 3-го ранга
1. 29.11.1935 — Бак, Борис Аркадьевич (1897—1938), 1-й заместитель начальника УНКВД по Московской области
2. 29.11.1935 — Берман, Матвей Давыдович (1898—1939), начальник ГУЛАГ НКВД СССР
3. 29.11.1935 — Бокий, Глеб Иванович (1879—1937), начальник Специального отдела ГУГБ НКВД СССР
4. 29.11.1935 — Дагин, Израиль Яковлевич (1895—1940), начальник УНКВД по Северо-Кавказскому краю
5. 29.11.1935 — Дейч, Яков Абрамович (1898—1938), начальник УНКВД по Калининской области
6. 29.11.1935 — Западный, Семён Израилевич (1899—1938), начальник УНКВД по Хабаровской области
7. 29.11.1935 — Зирнис, Ян Петрович (1894—1939), начальник УНКВД по Восточно-Сибирскому краю
8. 29.11.1935 — Каруцкий, Василий Абрамович (1900—1938), начальник УНКВД по Западно-Сибирскому краю
9. 29.11.1935 — Люшков, Генрих Самойлович (1900—1945), заместитель начальника Секретно-политического отдела ГУГБ НКВД СССР
10. 29.11.1935 — Мазо, Соломон Самойлович (1900—1937), начальник Экономического отдела УГБ НКВД Украинской ССР
11. 29.11.1935 — Николаев-Журид, Николай Галактионович (1897—1940), заместитель начальника УНКВД по Ленинградской области
12. 29.11.1935 — Погребинский, Матвей Самойлович (1895—1937), начальник УНКВД по Горьковскому краю
13. 29.11.1935 — Пузицкий, Сергей Васильевич (1895—1937), заместитель начальника Дмитровского ИТЛ
14. 29.11.1935 — Рапопорт, Григорий Яковлевич (1890—1938), начальник УНКВД по Сталинградскому краю
15. 29.11.1935 — Решетов, Илья Фёдорович (1894—1937), начальник УНКВД по Свердловской области
16. 29.11.1935 — Рудь, Пётр Гаврилович (1896—1937), начальник УНКВД по Азово-Черноморскому краю
17. 29.11.1935 — Сосновский, Игнатий Игнатьевич (1897—1937), 1-й заместитель начальника УНКВД по Саратовскому краю
18. 29.11.1935 — Стырне, Владимир Андреевич (1897—1937), начальник УНКВД по Ивановской области
19. 29.11.1935 — Сумбатов, Ювельян Давидович (1889—1960), начальник УНКВД Азербайджанской ССР
20. 11.12.1935 — Быстрых, Николай Михайлович (1893—1939), главный инспектор пограничных, внутренних войск и милиции при Наркоме внутренних дел СССР
21. 01.10.1936 — Дмитриев, Дмитрий Матвеевич (1901—1939), начальник Главного управления шоссейных дорог НКВД СССР
22. 13.12.1936 — Курский, Владимир Михайлович (1897—1937), начальник Секретно-политического отдела ГУГБ НКВД СССР
23. 14.03.1937 — Берман, Борис Давыдович (1901—1939), Нарком внутренних дел Белорусской ССР
24. 14.03.1937 — Миронов, Сергей Наумович (1894—1940), начальник УНКВД по Западно-Сибирскому краю
25. 03.04.1937 — Иванов, Василий Тимофеевич (1894—1938), заместитель Наркома внутренних дел Украинской ССР
26. 03.04.1937 — Минаев-Цикановский, Александр Матвеевич (1888—1939), начальник УНКВД по Сталинградской области
27. 20.01.1938 — Литвин, Михаил Иосифович (1892—1938), начальник УНКВД по Ленинградской области
28. 25.01.1938 — Успенский, Александр Иванович (1902—1940), Нарком внутренних дел Украинской ССР
29. 11.09.1938 — Меркулов, Всеволод Николаевич (1895—1953), в распоряжении Наркома внутренних дел СССР[1]
30. 02.12.1938 — Деканозов, Владимир Георгиевич (1898—1953), начальник 5-го отдела ГУГБ НКВД СССР
31. 28.12.1938 — Власик, Николай Сидорович (1896—1967), начальник 1-го отдела ГУГБ НКВД СССР
32. 28.12.1938 — Кобулов, Богдан Захарович (1904—1953), заместитель начальника ГУГБ НКВД СССР[2]
33. 19.02.1939 — Никишов, Иван Фёдорович (1894—1958), начальник УНКВД по Хабаровскому краю
34. 04.09.1939 — Круглов, Сергей Никифорович (1907—1977), заместитель Наркома внутренних дел СССР по кадрам[2]
35. 04.09.1939 — Серов, Иван Александрович (1905—1990), Нарком внутренних дел Украинской ССР[2]
36. 14.03.1940 — Бочков, Виктор Михайлович (1900—1981), начальник 4-го отдела ГУГБ НКВД СССР
37. 14.03.1940 — Кубаткин, Пётр Николаевич (1907—1950), начальник УНКВД по Московской области
38. 14.03.1940 — Мильштейн, Соломон Рафаилович (1899—1955), начальник Главного транспортного управления НКВД СССР
39. 14.03.1940 — Рапава, Авксентий Нарикиевич (1899—1955), Нарком внутренних дел Грузинской ССР
40. 14.03.1940 — Саджая, Алексей Николаевич (1898—1942), Нарком внутренних дел Узбекской ССР
41. 14.03.1940 — Федотов, Пётр Васильевич (1900—1963), начальник 2-го отдела ГУГБ НКВД СССР
42. 14.03.1940 — Цанава, Лаврентий Фомич (1900—1955), Нарком внутренних дел Белорусской ССР
43. 09.07.1941 — Абакумов, Виктор Семёнович (1908—1954), заместитель Наркома внутренних дел СССР[2]
44. 09.07.1941 — Чернышёв, Василий Васильевич (1896—1952), заместитель Наркома внутренних дел СССР[2]
45. 19.07.1941 — Белянов, Александр Михайлович (1903—1994), начальник особого отдела НКВД фронта резервных армий
46. 19.07.1941 — Куприн, Павел Тихонович (1908—1942), начальник особого отдела НКВД Северного фронта
47. 19.07.1941 — Михеев, Анатолий Николаевич (1911—1941), начальник особого отдела НКВД Юго-Западного фронта
48. 19.07.1941 — Сазыкин, Николай Степанович (1910—1985), начальник особого отдела НКВД Южного фронта
49. 29.08.1941 — Сергиенко, Василий Тимофеевич (1903—1982), Нарком внутренних дел Украинской ССР
50. 14.02.1943 — Бабкин, Алексей Никитич (1906—1950), Нарком внутренних дел Казахской ССР
51. 14.02.1943 — Блинов, Афанасий Сергеевич (1904—1961), начальник 3-го управления НКВД СССР
52. 14.02.1943 — Борщёв, Тимофей Михайлович (1901—1956), начальник УНКВД по Свердловской области
53. 14.02.1943 — Воронин, Александр Иванович (1908—1990), начальник УНКВД по Сталинградской области
54. 14.02.1943 — Гвишиани, Михаил Максимович (1905—1966), начальник УНКВД по Приморскому краю
55. 14.02.1943 — Журавлёв, Михаил Иванович (1911—1976), начальник УНКВД по Московской области
56. 14.02.1943 — Завенягин, Авраамий Павлович (1901—1956), заместитель Наркома внутренних дел СССР
57. 14.02.1943 — Кобулов, Амаяк Захарович (1906—1955), Нарком внутренних дел Узбекской ССР
58. 14.02.1943 — Мамулов, Степан Соломонович (1902—1976), начальник секретариата НКВД СССР
59. 14.02.1943 — Мешик, Павел Яковлевич (1910—1953), начальник Экономического управления НКВД СССР
60. 14.02.1943 — Обручников, Борис Павлович (1905—1988), заместитель Наркома внутренних дел СССР по кадрам
61. 14.02.1943 — Огольцов, Сергей Иванович (1900—1977), начальник УНКВД по Куйбышевской области
62. 14.02.1943 — Румянцев, Василий Иванович (1896—1960), начальник 1-го отделения 1-го отдела НКВД СССР
63. 14.02.1943 — Сафразьян, Леон Богданович (1893—1954), начальник Главного управления аэродромного строительства НКВД СССР
64. 14.02.1943 — Селивановский, Николай Николаевич (1901—1997), начальник особого отдела НКВД Южного фронта
65. 14.02.1943 — Судоплатов, Павел Анатольевич (1907—1996), начальник 4-го управления НКВД СССР
66. 14.02.1943 — Фитин, Павел Михайлович (1907—1971), начальник 1-го управления НКВД СССР
67. 14.02.1943 — Церетели, Шалва Отарович (1894—1955), 1-й заместитель Наркома внутренних дел Грузинской ССР
68. 14.02.1943 — Шария, Петр Афанасьевич (1902—1983), заместитель начальника 1-го управления НКВД СССР
69. 14.12.1943 — Наседкин, Виктор Григорьевич (1905—1950), начальник ГУЛАГ НКВД СССР
70. 02.01.1944 — Рясной, Василий Степанович (1904—1995), Нарком внутренних дел Украинской ССР
71. 18.03.1944 — Савченко, Сергей Романович (1904—1966), Нарком государственной безопасности Украинской ССР
72. 29.03.1944 — Жуков, Георгий Сергеевич (1907—1978), начальник 7-го отдела 2-го управления НКГБ СССР
73. 10.04.1944 — Егнаташвили, Александр Яковлевич (1887—1948), заместитель начальника 6-го управления НКГБ СССР
74. 16.05.1944 — Леонтьев, Александр Михайлович (1902—1960), начальник отдела по борьбе с бандитизмом НКВД СССР
75. 14.12.1944 — Каранадзе, Григорий Теофилович (1902—1970), Нарком внутренних дел Украинской ССР
76. 14.12.1944 — Якубов, Мир Теймур Мир Алекпер оглы (1904—1970), Нарком внутренних дел Азербайджанской ССР
77. 11.01.1945 — Маркарян, Рубен Амбарцумович (1896—1956), Нарком внутренних дел Дагестанской АССР
78. 29.03.1945 — Богданов, Николай Кузьмич (1907—1972), Нарком внутренних дел Казахской ССР
79. 14.04.1945 — Бурдаков, Семён Николаевич (1901—1978), начальник Ухто-Ижемского ИТЛ и Ухто-Ижемского комбината НКВД
80. 09.06.1945 — Бельченко, Сергей Саввич (1902—2002), Нарком внутренних дел Белорусской ССР
81. 02.07.1945 — Влодзимирский, Лев Емельянович (1903—1953), начальник следственной части по особо важным делам НКГБ СССР
82. 02.07.1945 — Горлинский, Николай Дмитриевич (1907—1965), начальник УНКГБ по Краснодарскому краю
83. 02.07.1945 — Долгих, Иван Ильич (1904—1961), начальник УНВД по Хабаровскому краю
84. 02.07.1945 — Дроздецкий, Павел Гаврилович (1903—1979), заместитель Наркома государственной безопасности Украинской ССР
85. 02.07.1945 — Лангфанг, Александр Иванович (1907—1990), начальник 4-го отдела 1-го управления НКГБ СССР
86. 02.07.1945 — Лапшин, Евгений Петрович (1900—1956), начальник отдела «Б» НКГБ СССР
87. 02.07.1945 — Райхман, Леонид Федорович (1908—1990), заместитель начальника 2-го управления НКГБ СССР
88. 02.07.1945 — Родионов, Дмитрий Гаврилович (1906—1972), заместитель начальника 2-го управления НКГБ СССР
89. 02.07.1945 — Ткаченко, Иван Максимович (1910—1955), уполномоченный НКВД-НКГБ по Литовской ССР
90. 02.07.1945 — Фокин, Пётр Максимович (1900—1979), Нарком государственной безопасности Крымской АССР
91. 02.07.1945 — Харитонов, Фёдор Петрович (1907—1991), Нарком внутренних дел Туркменской ССР
92. 02.07.1945 — Шевелёв, Иван Григорьевич (1904—1998), начальник 5-го управления НКГБ СССР
93. 02.07.1945 — Шикторов, Иван Сергеевич (1908—1978), начальник УНКВД по Ленинградской области

06.07.1945 указом Президиума Верховного Совета СССР «О званиях, форме одежды и знаках различия начальствующего состава Народного комиссариата внутренних дел и Народного комиссариата государственной безопасности СССР» специальные звания начсостава НКВД и НКГБ были заменены на общевойсковые звания.
В связи с этим произведена переаттестация, по результатам которой постановлением СНК СССР № 1663 от 09.07.1945 воинское звание генерал-лейтенант было присвоено следующим комиссарам государственной безопасности 3 ранга:
1. БАБКИНУ Алексею Никитичу — уполномоченному НКВД-НКГБ по Латвийской ССР;
2. БЕЛЬЧЕНКО Сергею Саввичу — Наркому внутренних дел Белорусской ССР;
3. БЛИНОВУ Афанасию Сергеевичу — начальнику УНКГБ по Московской области;
4. БОГДАНОВУ Николаю Кузьмичу — Наркому внутренних дел Казахской ССР;
5. БОРЩЁВУ Тимофею Михайловичу — начальнику УНКГБ по Свердловской области;
6. БУРДАКОВУ Семёну Николаевичу — начальнику Ухто-Ижемского ИТЛ и Ухто-Ижемского комбината НКВД;
7. ВЛАСИКУ Николаю Сидоровичу — 1-му заместителю начальника 6-го управления НКГБ СССР;
8. ВЛОДЗИМИРСКОМУ Льву Емельяновичу — начальнику Следственной части по особо важным делам НКГБ СССР;
9. ВОРОНИНУ Александру Ивановичу — начальнику УНКГБ по Львовской области;
10. ГВИШИАНИ Михаилу Максимовичу — начальнику УНКГБ по Приморскому краю;
11. ГОРЛИНСКОМУ Николаю Дмитриевичу — начальнику УНКГБ по Краснодарскому краю;
12. ДОЛГИХ Ивану Ильичу — начальнику УНКВД по Хабаровскому краю;
13. ДРОЗДЕЦКОМУ Петру Гавриловичу — заместителю Наркома госбезопасности Украинской ССР;
14. ЕГНАТАШВИЛИ Александру Яковлевичу — начальнику Управления спецобъектов в Крыму НКВД СССР;
15. ЖУКОВУ Георгию Сергеевичу — начальнику отдела спецпоселений УНКВД по Новосибирской области;
16. ЖУРАВЛЁВУ Михаилу Ивановичу — начальнику УНКВД по Московской области;
17. ЗАВЕНЯГИНУ Авраамию Павловичу — заместителю Наркома внутренних дел СССР;
18. КАРАНАДЗЕ Григорию Теофиловичу — Наркому внутренних дел Грузинской ССР;
19. КОБУЛОВУ Амаяку Захаровичу — начальнику Оперативного отдела — 1-му заместителю начальника Главного управления по делам военнопленных и интернированных НКВД СССР;
20. КУБАТКИНУ Петру Николаевичу — начальнику УНКГБ по Ленинградской области;
21. ЛАНГФАНГУ Александру Ивановичу — начальнику 4-го отдела 1-го управления НКГБ СССР;
22. ЛАПШИНУ Евгению Петровичу — начальнику отдела «Б» НКГБ СССР;
23. ЛЕОНТЬЕВУ Александру Михайловичу — начальнику Главного управления по борьбе с бандитизмом НКВД СССР;
24. МАМУЛОВУ Степану Соломоновичу — начальнику Секретариата НКВД СССР;
25. МАРКАРЯНУ Рубену Амбарцумовичу — Наркому внутренних дел Дагестанской АССР;
26. МИЛЬШТЕЙНУ Соломону Рафаиловичу — начальнику 3-го управления НКГБ СССР;
27. НАСЕДКИНУ Виктору Григорьевичу — начальнику Главного управления ИТЛ и колоний НКВД СССР;
28. НИКИШОВУ Ивану Фёдоровичу — уполномоченному НКВД СССР по Дальстрою;
29. ОБРУЧНИКОВУ Борису Павловичу — заместителю Наркома внутренних дел СССР по кадрам — начальнику Отдела кадров НКВД СССР;
30. ОГОЛЬЦОВУ Сергею Ивановичу — Наркому государственной безопасности Казахской ССР;
31. РАЙХМАНУ Леониду Федоровичу — заместителю начальника 2-го управления НКГБ СССР;
32. РАПАВА Авксентию Нарикиевичу — Наркому государственной безопасности Грузинской ССР;
33. РОДИОНОВУ Дмитрию Гавриловичу — начальнику 1-го отдела — заместителю начальника 2-го управления НКГБ СССР;
34. РУМЯНЦЕВУ Василию Ивановичу — заместителю начальника 4-го отдела 6-го управления НКГБ СССР;
35. РЯСНОМУ Василию Степановичу — Наркому внутренних дел Украинской ССР;
36. САВЧЕНКО Сергею Романовичу — Наркому государственной безопасности Украинской ССР;
37. САЗЫКИНУ Николаю Степановичу — уполномоченному НКВД-НКГБ по Эстонской ССР;
38. САФРАЗЬЯНУ Леону Богдановичу — заместителю Наркома внутренних дел СССР — начальнику Главного управления аэродромного строительства НКВД СССР;
39. СЕРГИЕНКО Василию Тимофеевичу — начальнику УНКВД по Крымской области;
40. СУДОПЛАТОВУ Павлу Анатольевичу — начальнику 4-го управления НКГБ СССР — начальнику отдела «Ф» и группы «С» НКВД СССР;
41. СУМБАТОВУ (ТОПУРИДЗЕ) Ювельяну Давидовичу — начальнику Хозяйственного управления НКВД СССР;
42. ФЕДОТОВУ Петру Васильевичу — начальнику 2-го управления НКГБ СССР;
43. ФИТИНУ Павлу Михайловичу — начальнику 1-го управления НКГБ СССР;
44. ФОКИНУ Петру Максимовичу — начальнику УНКГБ по Крымской области;
45. ХАРИТОНОВУ Фёдору Петровичу — Наркому внутренних дел Туркменской ССР;
46. ЦАНАВА Лаврентию Фомичу — Наркому государственной безопасности Белорусской ССР;
47. ЦЕРЕТЕЛИ Шалве Отаровичу — 1-му заместителю Наркома государственной безопасности Грузинской ССР;
48. ШЕВЕЛЁВУ Ивану Григорьевичу — начальнику 5-го управления НКГБ СССР;
49. ШИКТОРОВУ Ивану Сергеевичу — начальнику УНКВД по Ленинградской области;
50. ЯКУБОВУ Мир Теймуру Мир Алекпер-оглы — Наркому внутренних дел Азербайджанской ССР.

В дальнейшем генеральские звания сотрудникам МВД и МГБ не присваивались до 1954 года.